# Dzsudzsák Balázs
Dzsudzsák Balázs (Debrecen, 1986. december 23. –) magyar válogatott labdarúgó, a Debreceni VSC játékosa.
Háromszor nyert magyar bajnokságot és Magyar Szuperkupát a DVSC csapatával, 2010-ben elnyerte Az év magyar labdarúgója címet, 2009-ben pedig Junior Prima díjat kapott. A magyar válogatottban Görögország ellen mutatkozott be 2007-ben. A  2006–2007-es bajnokság legjobb játékosának választották. 2008 januárjától 2011 nyaráig a PSV játékosa volt. Ezt követően megfordult Oroszországban az Anzsi Mahacskala és a Gyinamo Moszkva csapatánál, majd légióskodott Törökországban és az Egyesült Arab Emírségekben is. 2020 szeptemberében, tizenkét év elteltével visszatért a DVSC-hez.
Részt vett a 2016-os labdarúgó-Európa-bajnokságon, ahol a Portugália elleni 3–3-as csoportmérkőzésen két gólt szerzett. 109 alkalommal lépett pályára a magyar válogatottban, ezzel a férfiak között rekorder a nemzeti csapat történetében.

## Pályafutása

### Debreceni VSC
Debrecenben született, és Nyírlugoson élt családjával. A közeli Nyíradony SE-ben kezdte a labdarúgást, ahol bekerült a DVSC futballiskolájának vonzáskörébe. Édesapja, aki Nyírlugoson egykoron szintén futballozott, tett arról, hogy a fia a legjobb körülmények közt fejlődhessen. A Lokinál hamar felfigyeltek rá, majd a Debrecen korosztályos csapatainál kezdett játszani. 2000–2001 bajnokságban az U14-es csapattal bronzérmet szerzett. 2002–2003-ban már bemutatkozott a Loki tartalékcsapatában. Erre a korosztályos válogatottnál is felfigyeltek, és tagja volt annak az U17-es csapatnak, amit a kontinens 8 legjobb csapata közt jegyeztek. 2003–2004-ben kölcsönjátékos volt Létavértesen. 2004-ben a Loki első keretébe hívták.
2005. április 9-én mutatkozott be a magyar élvonalban, győztes mérkőzésen (DVSC–MTK Budapest 3–0). Így részese volta Loki első bajnoki címének. Első gólját majdnem egy évre rá 2006. április 1-jén szerezte (Diósgyőri VTK–DVSC 3–3). Első nemzetközi mérkőzése Sahtar Doneck elleni UEFA-kupa selejtező volt. Sajnos a sorozatból kiestek, de a magyar bajnokságban címet védett csapata. A harmadik szezonjában már meghatározó játékosként számítottak rá, így nagy részt vállalt a sorozatban harmadik bajnoki címből és megkapta az év felfedezettje díjat. 2007-ben a nagy válogatottban is pályára lépett. Számos külföldi klub érdeklődött ekkor iránta, de Debrecenben maradt. 2007-ben azonban kétmillió euróval kivásárolták és 5 éves szerződést kötött a holland sztárklubbal, a PSV Eindhovennel.

### PSV Eindhoven
2007. október 24-én írta alá ötéves szerződését a holland PSV Eindhoven csapatával, amelyhez 2008 januárjában csatlakozott. Már idény közben bevetették Hollandiában, ráadásul a kezdő tizenegyben. Így a légiós debütálás 2008. január 12-én a Feyenoord elleni rangadón történt meg. Több lövéssel vétette észre magát. A mérkőzés a PSV 1–0-s győzelmével zárult. A következő fordulóban a VVV Venlo ellen egy közeli lövésből már gólt is szerzett a 12. percben, ami egy pont megszerzéséhez segítette csapatát. 2008. január 23-án először léphetett pályára hazai közönség előtt a Sparta ellen. A csapata az ő passza után szerezte meg a vezetést. (PSV Eindhoven – Sparta Rotterdam 3–1) 2008. január 26-án a PSV hazai környezetben fogadta a sereghajtó Excelsior csapatát. Dzsudzsák ismét a kezdőcsapatban kapott helyet,  a 7. percben Farfán beadása után megszerezte a vezetést a PSV csapatának. Sok jó megmozdulása volt, pontrúgásai veszélyesek voltak. (PSV – Excelsior 2–1 /1–0/) 2008. január 31-én a bajnokság rangadóján az Ajax ellen idegenben ismét eredményes volt. A 41. percben 18 méterről lőtt gólt az Ajaxnak. (Ajax – PSV 0-2 /0-1/) 2008. február 2-án újra pályára lépett az AZ ellen. A 13. percben 20 méterről kapufát lőtt és a kipattanó labdát Lazovic fejelte a kapuba. (AZ – PSV 0–2 /0–2/) A PSV ezzel a győzelemmel megszerezte bajnoki címét, és így a hátralevő mérkőzésekre is bizalmat kapott.
A 2008–2009 szezonban új edzőt kapott csapata, Huub Stevens személyében. Védekező játékfelfogása megbéklyózta a támadószellemű PSV-t. Így az eindhoveni csapat kiszállt az aranyéremért folytatott csatából és a Bajnokok Ligájában is csak csoport negyedik lett. Csereként gólpasszig jutott a sorozatban, a Liverpool FC ellen. 2009 januárjában Dwight Lodeweges váltotta Stevens-t. Dzsudzsi és a csapat játéka is felpezsdült, annyira hogy mesterhármast szerzett az ADO Den Haag ellen és nem állt le a gólgyártással. 11 góllal zárta az idényt amivel második lett a csapat házi góllövőlistáján Ibrahim Afellay mögött és kilenc gólpasszt adott. A PSV végül negyedik lett, ami Európa Liga indulást ért.
2009–2010-es szezonra Fred Rutten vette át a csapat irányítását. 2009. augusztus 16-án ismét a holland szuper derbin (PSV – Ajax) két góllal és egy gólpasszal szerepelt, a mérkőzés végeredménye 4-3 lett. A www.goal.com szavazásán őt választották az adott héten a világ legjobb labdarúgójának. (Dzsudzsák 64%, Didier Drogba 16%, Denilson 16%, Charlie Davies 4%, Dioko Kaluyituka 0%) A PSV végül harmadik lett a bajnokságban. A szezont 14 góllal és 13 gólpasszal zárta. Ezenkívül az Európa Ligában kétszer, a Holland Kupában egyszer volt eredményes.
A 2010–2011-es szezon őszi felében a PSV-vel az Európa-liga csoportkörébe jutott a Szibir Novoszibirket búcsúztatva – Dzsudzsák két gólt szerzett a visszavágón. Az EL csoportkörében két góllal és két gólpasszal segítette csapatát a biztos továbbjutáshoz, a hollandok többek között Dzsudzsák volt csapatát, a Debrecent is búcsúztatták.
A legjobb 32 között a PSV a francia Lille ellen játszott. Az első meccsen született 2–2-es döntetlen után a visszavágón 3–1-re nyert a PSV, Dzsudzsák főszereplésével. Előbb szemfülesen tekert a kapuba egy szabadrúgást, majd szögletből adott gólpasszt. A nyolcaddöntőben a Rangers-szel játszottak. Az odavágó 0–0-s döntetlennel zárult, a skóciai visszavágón pedig 1–0-s győzelmet aratott a PSV. Dzsudzsák itt is kiosztott egy gólpasszt, majd a mérkőzés hajrájában bebiztosíthatta volna csapata győzelmét, de szabadrúgása után a labda a kapufáról vágódott ki. Az elődöntőbe jutásért a Benfica volt a PSV ellenfele. Az első meccsen sima, 4–1-es vereséget szenvedtek a hollandok. A mérkőzés után a sajtó és az edző, Fred Rutten is kritizálta Dzsudzsákot védőmunkája miatt. Ennek ellenére a visszavágón megkapta a csapatkapitányi-karszalagot, ráadásul a 17. percben vezetéshez juttatta csapatát. Ezután rúgtak még egyet a hollandok, de a szünet előtt a Benfica is betalált, ezzel nagyon nehéz helyzetbe sodorva a PSV-t. A 63. percben a vendégek egy tizenegyes-góllal beállították a végeredményt és eldöntötték a továbbjutást. Dzsudzsák 7 góllal és 2 gólpasszal zárta az El 2010–11-es kiírását.

### Anzsi Mahacskala
Dzsudzsák Balázs 2011. június 12-én 4 éves szerződést kötött az Anzsi Mahacskala orosz-dagesztáni csapattal. Mikor felmerült, hogy Dzsudzsák az Anzsihoz szerződik, a hír negatív visszhangot váltott ki. Az orosz átigazolási szabályok miatt a bajnokságban csak augusztus 6-án debütálhatott. A Tom Tomszk elleni hazai meccsen egy órát játszott kezdőként.

### Gyinamo Moszkva

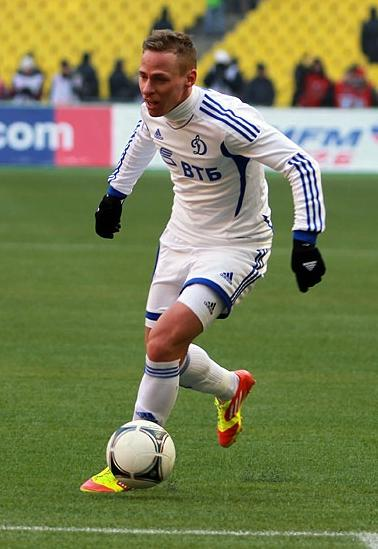
Dzsudzsák Balázs a Gyinamo Moszkva mezében

2012. január 12-én a szintén orosz Gyinamo Moszkva csapatával írt alá 4 éves szerződést. Dzsudzsák a válogatotthoz hasonlóan a 7-es mezt viseli új klubjában, mivel a 22-es mezszámot Kevin Kurányi viseli. A Gyinamo Moszkva vezetőedzője, Szergej Szilkin a középpálya bal oldalára keresett szélsőt, amit Dzsudzsákkal oldott meg.
2012. március 9-én debütált tét mérkőzésen a CSZKA Moszkva ellen idegenben 1–1-re végződő mérkőzésen. A 23. percben sárga lapot kapott, majd a 75. percben a beadott labdáját a kapuba fejelte Igor Szemsov. A következő mérkőzésen a Zenyit ellen gólpasszt jegyzett. Április 21-én a CSZKA Moszkva ellen győzelmet érő gólpasszt adott Zvjezdan Misimovićnak.
A 2012–2013-as szezonban augusztus 9-én a Dundee United ellen gólpasszt adott Kokorinnak. Tíz nappal később pedig a bajnokságban megszerezte első bajnoki gólját a Gyinamo Moszkva színeiben a Tyerek Groznij elleni idegenbeli mérkőzésen, amit 2–1-re elvesztettek, így sorozatban öt mérkőzésből öt vereséget szenvedtek. A mérkőzés 75. percében Kokorin passzából, majd 11 méterről lőtt gólt Dzsudzsák. A következő fordulóban ismét eredményes volt: a Lokomotyiv Moszkva elleni moszkvai rangadón – gólja mellett – két gólpasszt is kiosztott. A mérkőzést a Gyinamo nyerte meg 3–2-re, ezzel a győzelemmel megszerezték a bajnokságban az első győzelmüket. A mérkőzés elején gólpasszt adott Kokorinnak, aki visszaadta Dzsudzsáknak a gólpasszt, amit a jobb oldalról ballal lőtt a rövid sarokba. A Lokomotyiv mindkétszer egyenlíteni tudott, majd a 68. percben Dzsudzsák beadását Christian Noboa csúsztatta a kapu jobb oldalába, amivel kialakult a mérkőzés végeredménye.
Szeptember 22-én az Amkar Perm ellen gólpasszt adott Kevin Kurányi-nak. A mérkőzést 3–2-re nyerte meg a Gyinamo. A CSZKA Moszkva elleni 2–0-ra megnyert városi rangadón Dzsudzsák szerezte csapata első gólját meg. Egy keresztlabdát követően rosszul ért bele a labdába az ellenfél védője, Dzsudzsák pedig estében a jobb sarokba helyezte a labdát.

### Bursaspor
Miután a Gyinamo Moszkva nehéz anyagi helyzetbe került, Dzsudzsák a távozás mellett döntött. 2015. augusztus 16-án a török első osztályú Bursasporhoz szerződött. Első gólját a negyedik fordulóban szerezte a Gençlerbirliği SK elleni bajnokin.

### el-Vahda
A számára is jól sikerült Eb után több klubcsapat is érdeklődött Dzsudzsák iránt, felmerült a neve többek közt a Hertha BSC és a Schalke 04 csapatainál is, azonban 2016. augusztus 9-én két évre aláírt az arab emírségekbeli el-Vahda csapatához. Első bajnoki gólját október 21-én az al-Vaszlinak lőtte, egy hét múlva pedig gólt lőtt és gólpasszt adott az al-Naszr ellen. 2017. május 19-én két gólt lőtt az Elnök-kupa döntőjében az al-Naszrnak. 2018. március 29-én 2–1-re győztek ugyancsak az al-Vaszl ellen az arab emírségekbeli labdarúgó-ligakupa döntőjében, Dzsudzsák kezdőként 82 percet játszott. 2018. július 3-án a felek nem hosszabbították meg a lejáró szerződését, így szabadon igazolhatóvá vált. Az egyesült színeiben összesen 42 bajnokin 13 gólt ért el.

### el-Ittihad
2018 szeptemberében az arab élvonalba újra feljutó el-Ittihad Kalba bejelentette, hogy leszerződtette a futballistát. Debütálására 2018–2019-es idény 3. fordulójában került sor idegenben, az al-Dhafra ellen. Csereként lépett pályára a második félidő elején, majd a 73. percben egy büntetőt is értékesíteni tudott, megszerezve a vezetést. A mérkőzésen végül 2–0-ra arattak győzelmet. A szezon végén a csapat mindössze a 11. helyen végzett, nem messze a kiesést jelentő 13. pozíciótól. 2020. február 3-án a csapat hivatalos Instagram oldalán köszönte meg a játékos munkáját, ezzel együtt az is kiderült, hogy többé nem tartanak igényt a szolgálataira.

### el-Ajn
2020. február 4-én, egy nappal menesztését követően az arab emírségek egyik legnépszerűbb csapata, az el-Ajn FC igazolta le. A gárda részvételi jogot szerzett a 2020-as AFC-bajnokok ligájára is, amely az európai, UEFA által szervezett sorozat ázsiai megfelelője. A csoportkörre nem sikerült regisztrálni, ezért ott nem vehetett részt. Az 1. fordulóban a helyszínről követte az eseményeket, amely összecsapáson az alakulata 4–0-s vereséget szenvedett az iráni Szepáhán FC-től. 2020. február 14-én a bajnokságban pont előző klubja, az el-Ittihad Kalba ellen kezdőként lépett pályára. A 71. percben egy beadást követően a kapu jobb alsó sarkába lőtt és megszerezte első gólját a lila-fehér mezeseknél. A 4–1-re megnyert találkozó után feljöttek a tabella 2. helyére. 2020. február 22-én az Elnök kupa negyeddöntőjében, az al-Vaszl elleni mérkőzésen ismét kezdett, és egy gólpasszal járult hozzá az övéi 6–5-ös sikeréhez. A koronavírus-járvány miatt előbb felfüggesztett, majd befejezett idény után végül nem hosszabbították meg a 2020 júniusában, fél év után lejáró szerződését, így ingyen igazolhatóként távozott az egyesülettől.

### Újra Debrecenben
2020. szeptember 22-én visszatért nevelőegyesületéhez, az NB II-ben szereplő Debreceni VSC-hez. Hat nappal később a Pécsi MFC elleni hazai bajnokin csereként lépett pályára és gólpasszt adott a 3–1-re megnyert mérkőzésen.
2021. március 6-án a Kaposvári Rákóczi elleni bajnoki mérkőzésen csereként lépett pályára, fél óra alatt gólt szerzett és gólpasszt adott.
2023. július 5-én bejelentették, hogy Dzsudzsák egy évvel meghosszabbította szerződését.

### A válogatottban
2007. június 2-án Várhidi Péter kapitánysága alatt debütált a magyar válogatottban, Görögország ellen. A 2008-as Eb-selejtezőjén Priskin Tamást váltotta. Első gólját 2008. május 24-én szintén a görögöknek lőtte egy felkészítő mérkőzésen, ahol a válogatott 3-2-re győzött. Erwin Koeman szintén alapemberként számolt a játékossal. A második válogatottbeli gólját Hollandia ellen érte el, amellyel a magyar csapat 1–0-ra vezetett, de a mérkőzést 6–1-re elvesztette a válogatott. Egervári Sándor Anglia elleni bemutatkozó mérkőzésén is szerepelt. A harmadik válogatottbeli gólját a San Marino elleni, 8–0-ra megnyert mérkőzésen szerezte, és adott 3 gólpasszt. Egyet Rudolfnak, kettőt Szalainak. A finnek ellen is betalált, ő lőtte a győztes gólt a 95. percben, így a válogatott 2–1-re nyert. Végigjátszotta a Litvánia elleni barátságos meccset is, amikor Juhász Rolandot lecserélték, megkapta a csapatkapitányi karszalagot, és azután Hajnal Tamás legurított szabadrúgásából szerzett egy gólt. A csapat 2–0-ra nyert, és ő lett a mérkőzés legjobbja.
Az ötvenedik válogatottságát a 2013. február 6-i, Fehéroroszország elleni mérkőzésen ünnepelte. Ezen a találkozón ő viselhette a csapatkapitányi karszalagot. 2013. október 11-én a magyar válogatott történelmi, 8–1-es vereséget szenvedett Amszterdamban Hollandia ellen. A magyarok gólját Dzsudzsák szerezte.
2014. május 22-én Magyarország a debreceni Nagyerdei stadionban játszott 2–2-es döntetlent Dániával, a házigazda első gólját Dzsudzsák szerezte.
2014. október 11-én szabadrúgásgólt szerzett a románok ellen, amivel a magyar válogatott 1 pontot elhozott Bukarestből, és 42 év után lőtt gólt Romániában a román csapat ellen a magyar. Részt vett a 2016-os labdarúgó-Európa-bajnokságon is, ő volt a magyar válogatott csapatkapitánya. A portugálok elleni csoportmérkőzésen két gólt szerzett, így ő lett a második magyar labdarúgó az Eb-k történetében, aki egy meccsen két gólt is lőtt, ez előtte Novák Dezsőnek sikerült 1964-ben. 2019-ben Horvátország ellen 100-szoros válogatott lett, a 2–1 re megnyert mérkőzésen két gólpasszt is kiosztott.

## Statisztikái

### Klubcsapatokban
2025. augusztus 17-én frissítve
| Klub             | Szezon           | Bajnokság        | Bajnokság | Bajnokság | Kupa  | Kupa | Európa / Ázsia | Európa / Ázsia | Összesen | Összesen |
| Klub             | Szezon           | Bajnokság        | Mérk.     | Gól       | Mérk. | Gól  | Mérk.          | Gól            | Mérk.    | Gól      |
| ---------------- | ---------------- | ---------------- | --------- | --------- | ----- | ---- | -------------- | -------------- | -------- | -------- |
| Debreceni VSC    | 2004–05          | NB I             | 2         | 0         | 0     | 0    | 0              | 0              | 2        | 0        |
| Debreceni VSC    | 2005–06          | NB I             | 10        | 2         | 3     | 2    | 1              | 0              | 14       | 4        |
| Debreceni VSC    | 2006–07          | NB I             | 23        | 7         | 3     | 0    | 2              | 0              | 28       | 7        |
| Debreceni VSC    | 2007–08          | NB I             | 13        | 5         | 1     | 0    | 2              | 0              | 16       | 5        |
| Debreceni VSC    | Összesen         | Összesen         | 48        | 14        | 7     | 2    | 5              | 0              | 60       | 16       |
| PSV Eindhoven    | 2007–08          | Eredivisie       | 17        | 3         | 0     | 0    | 5              | 0              | 22       | 3        |
| PSV Eindhoven    | 2008–09          | Eredivisie       | 32        | 11        | 1     | 0    | 5              | 0              | 38       | 11       |
| PSV Eindhoven    | 2009–10          | Eredivisie       | 32        | 14        | 3     | 1    | 12             | 2              | 47       | 17       |
| PSV Eindhoven    | 2010–11          | Eredivisie       | 33        | 16        | 3     | 1    | 13             | 7              | 49       | 24       |
| PSV Eindhoven    | Összesen         | Összesen         | 114       | 44        | 7     | 2    | 35             | 9              | 156      | 55       |
| Anzsi Mahacskala | 2011–12          | Premjer-Liga     | 8         | 0         | 0     | 0    | —              | —              | 8        | 0        |
| Anzsi Mahacskala | Összesen         | Összesen         | 8         | 0         | 0     | 0    | —              | —              | 8        | 0        |
| Gyinamo Moszkva  | 2011–12          | Premjer-Liga     | 9         | 0         | 3     | 0    | —              | —              | 12       | 0        |
| Gyinamo Moszkva  | 2012–13          | Premjer-Liga     | 27        | 5         | 1     | 0    | 4              | 0              | 32       | 5        |
| Gyinamo Moszkva  | 2013–14          | Premjer-Liga     | 23        | 1         | 1     | 0    | 0              | 0              | 24       | 1        |
| Gyinamo Moszkva  | 2014–15          | Premjer-Liga     | 29        | 7         | 1     | 0    | 13             | 0              | 43       | 7        |
| Gyinamo Moszkva  | 2015–16          | Premjer-Liga     | 1         | 0         | 0     | 0    | 0              | 0              | 1        | 0        |
| Gyinamo Moszkva  | Összesen         | Összesen         | 89        | 13        | 6     | 0    | 17             | 0              | 112      | 13       |
| Bursaspor        | 2015–16          | Süper Lig        | 23        | 3         | 2     | 1    | 0              | 0              | 25       | 4        |
| Bursaspor        | Összesen         | Összesen         | 23        | 3         | 2     | 1    | 0              | 0              | 25       | 4        |
| el-Vahda         | 2016–17          | UAE Pro League   | 23        | 7         | 0     | 0    | 7              | 2              | 30       | 9        |
| el-Vahda         | 2017–18          | UAE Pro League   | 19        | 6         | 0     | 0    | 5              | 0              | 24       | 6        |
| el-Vahda         | Összesen         | Összesen         | 42        | 13        | 0     | 0    | 12             | 2              | 54       | 15       |
| el-Ittihad       | 2018–19          | UAE Pro League   | 22        | 6         | 2     | 0    | —              | —              | 24       | 6        |
| el-Ittihad       | 2019–20          | UAE Pro League   | 14        | 3         | 3     | 1    | —              | —              | 17       | 4        |
| el-Ittihad       | Összesen         | Összesen         | 36        | 9         | 5     | 1    | —              | —              | 41       | 10       |
| el-Ajn           | 2019–20          | UAE Pro League   | 4         | 1         | 2     | 1    | 0              | 0              | 6        | 2        |
| el-Ajn           | Összesen         | Összesen         | 4         | 1         | 2     | 1    | 0              | 0              | 6        | 2        |
| Debreceni VSC    | 2020–21          | NB II            | 26        | 5         | 3     | 0    | —              | —              | 29       | 5        |
| Debreceni VSC    | 2021–22          | NB I             | 31        | 8         | 1     | 0    | —              | —              | 32       | 8        |
| Debreceni VSC    | 2022–23          | NB I             | 31        | 6         | 2     | 0    | —              | —              | 33       | 6        |
| Debreceni VSC    | 2023–24          | NB I             | 33        | 7         | 2     | 0    | 4              | 1              | 39       | 8        |
| Debreceni VSC    | 2024–25          | NB I             | 32        | 2         | 2     | 1    | —              | —              | 34       | 3        |
| Debreceni VSC    | 2025–26          | NB I             | 4         | 2         | —     | —    | —              | —              | 4        | 2        |
| Debreceni VSC    | Összesen         | Összesen         | 157       | 30        | 10    | 1    | 4              | 1              | 171      | 32       |
| Karrier összesen | Karrier összesen | Karrier összesen | 521       | 127       | 39    | 8    | 73             | 12             | 633      | 147      |

### A válogatottban
| Magyarország | Magyarország | Magyarország |
| Év           | Mérk.        | Gólok        |
| ------------ | ------------ | ------------ |
| 2007         | 7            | 0            |
| 2008         | 9            | 1            |
| 2009         | 8            | 0            |
| 2010         | 8            | 4            |
| 2011         | 9            | 2            |
| 2012         | 8            | 3            |
| 2013         | 9            | 4            |
| 2014         | 8            | 2            |
| 2015         | 9            | 1            |
| 2016         | 11           | 3            |
| 2017         | 7            | 1            |
| 2018         | 5            | 0            |
| 2019         | 10           | 0            |
| 2022         | 1            | 0            |
| Összesen     | 109          | 21           |

### Mérkőzései a válogatottban
| Magyarország | Magyarország         | Magyarország                              | Magyarország     | Magyarország | Magyarország        | Magyarország    | Magyarország | Magyarország       |
| #            | Dátum                | Helyszín                                  | Hazai            | Eredmény     | Vendég              | Kiírás          | Gólok        | Esemény            |
| ------------ | -------------------- | ----------------------------------------- | ---------------- | ------------ | ------------------- | --------------- | ------------ | ------------------ |
| 1.           | 2007. június 2.      | Iráklio, Pankritio                        | Görögország      | 2 – 0        | Magyarország        | Eb-selejtező    | -            | 81'                |
| 2.           | 2007. augusztus 22.  | Budapest, Puskás Ferenc Stadion           | Magyarország     | 3 – 1        | Olaszország         | barátságos      | -            | 82'                |
| 3.           | 2007. szeptember 8.  | Székesfehérvár, Sóstói Stadion            | Magyarország     | 1 – 0        | Bosznia-Hercegovina | Eb-selejtező    | -            | 90+3'              |
| 4.           | 2007. szeptember 12. | Isztambul, Beşiktaş İnönü Stadion         | Törökország      | 3 – 0        | Magyarország        | Eb-selejtező    | -            | 82'                |
| 5.           | 2007. október 13.    | Budapest, Szusza Ferenc Stadion           | Magyarország     | 2 – 0        | Málta               | Eb-selejtező    | -            | 87'                |
| 6.           | 2007. október 13.    | Łódź                                      | Lengyelország    | 0 – 1        | Magyarország        | barátságos      | -            | a szünetben        |
| 7.           | 2007. november 17.   | Chișinău, Zimbru Stadion                  | Moldova          | 3 – 0        | Magyarország        | Eb-selejtező    | -            | 71'                |
| 8.           | 2008. február 6.     | Limassol, Cirion Stadion (CYP)            | Magyarország     | 1 – 1        | Szlovákia           | barátságos      | -            | a szünetben 78'    |
| 9.           | 2008. május 24.      | Budapest, Puskás Ferenc Stadion           | Magyarország     | 3 – 2        | Görögország         | barátságos      | 1            | 46'                |
| 10.          | 2008. május 31.      | Budapest, Szusza Ferenc Stadion           | Magyarország     | 1 – 1        | Horvátország        | barátságos      | -            | 64'                |
| 11.          | 2008. augusztus 20.  | Budapest, Puskás Ferenc Stadion           | Magyarország     | 3 – 3        | Montenegró          | barátságos      | -            | 80'                |
| 12.          | 2008. szeptember 6.  | Budapest, Puskás Ferenc Stadion           | Magyarország     | 0 – 0        | Dánia               | vb-selejtező    | -            | 10' a szünetben    |
| 13.          | 2008. szeptember 10. | Stockholm, Råsunda Stadion                | Svédország       | 2 – 1        | Magyarország        | vb-selejtező    | -            | 80'                |
| 14.          | 2008. október 11.    | Budapest, Puskás Ferenc Stadion           | Magyarország     | 2 – 0        | Albánia             | vb-selejtező    | -            |                    |
| 15.          | 2008. október 15.    | Ta’ Qali, Nemzeti Stadion                 | Málta            | 0 – 1        | Magyarország        | vb-selejtező    | -            | 70'                |
| 16.          | 2008. november 19.   | Belfast, Windsor Park                     | Észak-Írország   | 0 – 2        | Magyarország        | barátságos      | -            | 84'                |
| 17.          | 2009. február 11.    | Ramat Gan, Ramat Gan Stadion              | Izrael           | 1 – 0        | Magyarország        | barátságos      | -            | 70'                |
| 18.          | 2009. április 1.     | Budapest, Puskás Ferenc Stadion           | Magyarország     | 3 – 0        | Málta               | vb-selejtező    | -            | 79'                |
| 19.          | 2009. augusztus 12.  | Budapest, Puskás Ferenc Stadion           | Magyarország     | 0 – 1        | Románia             | barátságos      | -            | a szünetben        |
| 20.          | 2009. szeptember 5.  | Budapest, Puskás Ferenc Stadion           | Magyarország     | 1 – 2        | Svédország          | vb-selejtező    | -            |                    |
| 21.          | 2009. szeptember 9.  | Budapest, Puskás Ferenc Stadion           | Magyarország     | 0 – 1        | Portugália          | vb-selejtező    | -            |                    |
| 22.          | 2009. október 10.    | Lisszabon, Estádio da Luz                 | Portugália       | 3 – 0        | Magyarország        | vb-selejtező    | -            | 82'                |
| 23.          | 2009. október 14.    | Koppenhága, Parken Stadion                | Dánia            | 0 – 1        | Magyarország        | vb-selejtező    | -            | 90'                |
| 24.          | 2009. november 14.   | Gent, Jules Ottenstadion                  | Belgium          | 3 – 0        | Magyarország        | barátságos      | -            | 88'                |
| 25.          | 2010. május 29.      | Budapest, Puskás Ferenc Stadion           | Magyarország     | 0 – 3        | Németország         | barátságos      | -            |                    |
| 26.          | 2010. június 5.      | Amszterdam, Amsterdam ArenA               | Hollandia        | 6 – 1        | Magyarország        | barátságos      | 1            | 6'                 |
| 27.          | 2010. augusztus 11.  | London, Wembley Stadion                   | Anglia           | 2 – 1        | Magyarország        | barátságos      | -            | 46'                |
| 28.          | 2010. szeptember 3.  | Stockholm, Råsunda Stadion                | Svédország       | 2 – 0        | Magyarország        | Eb-selejtező    | -            | 46'                |
| 29.          | 2010. szeptember 7.  | Budapest, Szusza Ferenc Stadion           | Magyarország     | 2 – 1        | Moldova             | Eb-selejtező    | -            |                    |
| 30.          | 2010. október 8.     | Budapest, Puskás Ferenc Stadion           | Magyarország     | 8 – 0        | San Marino          | Eb-selejtező    | 1            | 89'                |
| 31.          | 2010. október 12.    | Helsinki, Olimpiai Stadion                | Finnország       | 1 – 2        | Magyarország        | Eb-selejtező    | 1            | 90+1'              |
| 32.          | 2010. november 17.   | Székesfehérvár, Sóstói Stadion            | Magyarország     | 2 – 0        | Litvánia            | barátságos      | 1            | 80'                |
| 33.          | 2011. február 9.     | Dubaj, al-Sabab Stadion (UAE)             | Azerbajdzsán     | 0 – 2        | Magyarország        | barátságos      | -            |                    |
| 34.          | 2011. március 25.    | Budapest, Puskás Ferenc Stadion           | Magyarország     | 0 – 4        | Hollandia           | Eb-selejtező    | -            |                    |
| 35.          | 2011. március 29.    | Amszterdam, Amsterdam ArenA               | Hollandia        | 5 – 3        | Magyarország        | Eb-selejtező    | -            |                    |
| 36.          | 2011. június 3.      | Luxembourg, Stade Josy Barthel            | Luxemburg        | 0 – 1        | Magyarország        | barátságos      | -            |                    |
| 37.          | 2011. június 7.      | Serravalle, Olimpiai Stadion              | San Marino       | 0 – 3        | Magyarország        | Eb-selejtező    | -            |                    |
| 38.          | 2011. augusztus 10.  | Budapest, Puskás Ferenc Stadion           | Magyarország     | 4 – 0        | Izland              | barátságos      | 1            | 59' 86'            |
| 39.          | 2011. október 11.    | Budapest, Puskás Ferenc Stadion           | Magyarország     | 0 – 0        | Finnország          | Eb-selejtező    | -            | 59'                |
| 40.          | 2011. november 11.   | Budapest, Puskás Ferenc Stadion           | Magyarország     | 5 – 0        | Liechtenstein       | barátságos      | 1            | 76'                |
| 41.          | 2011. november 15.   | Poznań, Városi Stadion                    | Lengyelország    | 2 – 1        | Magyarország        | barátságos      | -            |                    |
| 42.          | 2012. február 29.    | Győr, ETO Park                            | Magyarország     | 1 – 1        | Bulgária            | barátságos      | -            | 81'                |
| 43.          | 2012. június 1.      | Prága, Generali Arena                     | Csehország       | 1 – 2        | Magyarország        | barátságos      | 1            | 6' 90+2'           |
| 44.          | 2012. június 4.      | Budapest, Puskás Ferenc Stadion           | Magyarország     | 0 – 0        | Írország            | barátságos      | -            |                    |
| 45.          | 2012. augusztus 15.  | Budapest, Puskás Ferenc Stadion           | Magyarország     | 1 – 1        | Izrael              | barátságos      | 1            | 51'                |
| 46.          | 2012. szeptember 7.  | Andorra la Vella, Estadi Comunal          | Andorra          | 0 – 5        | Magyarország        | vb-selejtező    | -            |                    |
| 47.          | 2012. szeptember 11. | Budapest, Puskás Ferenc Stadion           | Magyarország     | 1 – 4        | Hollandia           | vb-selejtező    | 1            | 7' (11-esből) 37'  |
| 48.          | 2012. október 12.    | Tallinn, A. Le Coq Aréna                  | Észtország       | 0 – 1        | Magyarország        | vb-selejtező    | -            | 33'                |
| 49.          | 2012. november 14.   | Budapest, Puskás Ferenc Stadion           | Magyarország     | 0 – 2        | Norvégia            | barátságos      | -            | 59'                |
| 50.          | 2013. február 6.     | Belek, Bellis Sports Center (TUR)         | Fehéroroszország | 1 – 1        | Magyarország        | barátságos      | -            |                    |
| 51.          | 2013. március 22.    | Budapest, Puskás Ferenc Stadion           | Magyarország     | 2 – 2        | Románia             | vb-selejtező    | 1            | 71' (11-esből) 90' |
| 52.          | 2013. március 26.    | Isztambul, Şükrü Saracoğlu Stadion        | Törökország      | 1 – 1        | Magyarország        | vb-selejtező    | -            | 58'                |
| 53.          | 2013. június 6.      | Győr, ETO Park                            | Magyarország     | 1 – 0        | Kuvait              | barátságos      | -            |                    |
| 54.          | 2013. augusztus 14.  | Budapest, Puskás Ferenc Stadion           | Magyarország     | 1 – 1        | Csehország          | barátságos      | 1            | 57' (11-esből)     |
| 55.          | 2013. szeptember 6.  | Bukarest, Nemzeti Stadion                 | Románia          | 3 – 0        | Magyarország        | vb-selejtező    | -            |                    |
| 56.          | 2013. szeptember 10. | Budapest, Puskás Ferenc Stadion           | Magyarország     | 5 – 1        | Észtország          | vb-selejtező    | 1            | 85'                |
| 57.          | 2013. október 11.    | Amszterdam, Amsterdam ArenA               | Hollandia        | 8 – 1        | Magyarország        | vb-selejtező    | 1            | 47' (11-esből)     |
| 58.          | 2013. október 15.    | Budapest, Puskás Ferenc Stadion           | Magyarország     | 2 – 0        | Andorra             | vb-selejtező    | -            |                    |
| 59.          | 2014. március 5.     | Győr, ETO Park                            | Magyarország     | 1 – 2        | Finnország          | barátságos      | -            |                    |
| 60.          | 2014. május 22.      | Debrecen, Nagyerdei stadion               | Magyarország     | 2 – 2        | Dánia               | barátságos      | 1            | 25'                |
| 61.          | 2014. június 4.      | Budapest, Puskás Ferenc Stadion           | Magyarország     | 1 – 0        | Albánia             | barátságos      | -            | 73'                |
| 62.          | 2014. szeptember 7.  | Budapest, Groupama Aréna                  | Magyarország     | 1 – 2        | Észak-Írország      | Eb-selejtező    | -            |                    |
| 63.          | 2014. október 11.    | Bukarest, Nemzeti Stadion                 | Románia          | 1 – 1        | Magyarország        | Eb-selejtező    | 1            | 82'                |
| 64.          | 2014. október 14.    | Tórshavn, Tórsvøllur Stadion              | Feröer           | 0 – 1        | Magyarország        | Eb-selejtező    | -            |                    |
| 65.          | 2014. november 14.   | Budapest, Groupama Aréna                  | Magyarország     | 1 – 0        | Finnország          | Eb-selejtező    | -            | 76'                |
| 66.          | 2014. november 18.   | Budapest, Groupama Aréna                  | Magyarország     | 1 – 2        | Oroszország         | barátságos      | -            |                    |
| 67.          | 2015. március 29.    | Budapest, Groupama Aréna                  | Magyarország     | 0 – 0        | Görögország         | Eb-selejtező    | -            | 62' 65'            |
| 68.          | 2015. június 5.      | Debrecen, Nagyerdei stadion               | Magyarország     | 4 – 0        | Litvánia            | barátságos      | 1            | 20'                |
| 69.          | 2015. június 13.     | Helsinki, Olimpiai Stadion                | Finnország       | 0 – 1        | Magyarország        | Eb-selejtező    | -            | 81'                |
| 70.          | 2015. szeptember 4.  | Budapest, Groupama Aréna                  | Magyarország     | 0 – 0        | Románia             | Eb-selejtező    | -            |                    |
| 71.          | 2015. szeptember 7.  | Belfast, Windsor Park                     | Észak-Írország   | 1 – 1        | Magyarország        | Eb-selejtező    | -            |                    |
| 72.          | 2015. október 8.     | Budapest, Groupama Aréna                  | Magyarország     | 2 – 1        | Feröer              | Eb-selejtező    | -            |                    |
| 73.          | 2015. október 11.    | Pireusz, Karaiszkákisz Stadion            | Görögország      | 4 – 3        | Magyarország        | Eb-selejtező    | -            | 71'                |
| 74.          | 2015. november 12.   | Oslo, Ullevaal Stadion                    | Norvégia         | 0 – 1        | Magyarország        | Eb-selejtező    | -            | 76'                |
| 75.          | 2015. november 15.   | Budapest, Groupama Aréna                  | Magyarország     | 2 – 1        | Norvégia            | Eb-selejtező    | -            |                    |
| 76.          | 2016. március 26.    | Budapest, Groupama Aréna                  | Magyarország     | 1 – 1        | Horvátország        | barátságos      | 1            | 79' 82'            |
| 77.          | 2016. május 20.      | Budapest, Groupama Aréna                  | Magyarország     | 0 – 0        | Elefántcsontpart    | barátságos      | -            | 89'                |
| 78.          | 2016. június 4.      | Gelsenkirchen, Veltins-Arena              | Németország      | 2 – 0        | Magyarország        | barátságos      | -            |                    |
| 79.          | 2016. június 14.     | Bordeaux, Stade Bordeaux-Atlantique (FRA) | Ausztria         | 0 – 2        | Magyarország        | Eb-csoportkör   | -            |                    |
| 80.          | 2016. június 18.     | Marseille, Stade Vélodrome (FRA)          | Izland           | 1 – 1        | Magyarország        | Eb-csoportkör   | -            |                    |
| 81.          | 2016. június 22.     | Lyon, Stade des Lumières (FRA)            | Magyarország     | 3 – 3        | Portugália          | Eb-csoportkör   | 2            | 47' 55' 56'        |
| 82.          | 2016. június 26.     | Toulouse, Stadium de Toulouse (FRA)       | Magyarország     | 0 – 4        | Belgium             | Eb-nyolcaddöntő | -            |                    |
| 83.          | 2016. szeptember 6.  | Tórshavn, Tórsvøllur Stadion              | Feröer           | 0 – 0        | Magyarország        | vb-selejtező    | -            |                    |
| 84.          | 2016. október 7.     | Budapest, Groupama Aréna                  | Magyarország     | 2 – 3        | Svájc               | vb-selejtező    | -            |                    |
| 85.          | 2016. október 10.    | Riga, Skonto stadion                      | Lettország       | 0 – 2        | Magyarország        | vb-selejtező    | -            |                    |
| 86.          | 2016. november 13.   | Budapest, Groupama Aréna                  | Magyarország     | 4 – 0        | Andorra             | vb-selejtező    | -            |                    |
| 87.          | 2017. március 25.    | Lisszabon, Estádio da Luz                 | Portugália       | 3 – 0        | Magyarország        | vb-selejtező    | -            | 61'                |
| 88.          | 2017. június 5.      | Budapest, Groupama Aréna                  | Magyarország     | 0 – 3        | Oroszország         | barátságos      | -            | 70'                |
| 89.          | 2017. június 9.      | Andorra la Vella, Estadi Nacional         | Andorra          | 1 – 0        | Magyarország        | vb-selejtező    | -            |                    |
| 90.          | 2017. augusztus 31.  | Budapest, Groupama Aréna                  | Magyarország     | 3 – 1        | Lettország          | vb-selejtező    | 1            | 68'                |
| 91.          | 2017. szeptember 3.  | Budapest, Groupama Aréna                  | Magyarország     | 0 – 1        | Portugália          | vb-selejtező    | -            | 82'                |
| 92.          | 2017. október 10.    | Budapest, Groupama Aréna                  | Magyarország     | 1 – 0        | Feröer              | vb-selejtező    | -            |                    |
| 93.          | 2017. november 9.    | Luxembourg, Stade Josy Barthel            | Luxemburg        | 2 – 1        | Magyarország        | barátságos      | -            | 84'                |
| 94.          | 2018. március 23.    | Budapest, Groupama Aréna                  | Magyarország     | 2 – 3        | Kazahsztán          | barátságos      | -            |                    |
| 95.          | 2018. március 27.    | Budapest, Groupama Aréna                  | Magyarország     | 0 – 1        | Skócia              | barátságos      | -            | 58'                |
| 96.          | 2018. június 6.      | Breszt, Regionaler Sportkomplex Brest     | Fehéroroszország | 1 – 1        | Magyarország        | barátságos      | -            | 65'                |
| 97.          | 2018. november 15.   | Budapest, Groupama Aréna                  | Magyarország     | 2 – 0        | Észtország          | Nemzetek Ligája | -            | 65'                |
| 98.          | 2018. november 18.   | Budapest, Groupama Aréna                  | Magyarország     | 2 – 0        | Finnország          | Nemzetek Ligája | -            |                    |
| 99.          | 2019. március 21.    | Nagyszombat, Anton Malatinský Stadion     | Szlovákia        | 2 – 0        | Magyarország        | Eb-selejtező    | -            | 61'                |
| 100.         | 2019. március 24.    | Budapest, Groupama Aréna                  | Magyarország     | 2 – 1        | Horvátország        | Eb-selejtező    | -            | 63' 85'            |
| 101.         | 2019. június 8.      | Baku, Olimpiai Stadion                    | Azerbajdzsán     | 1 – 3        | Magyarország        | Eb-selejtező    | -            | 86'                |
| 102.         | 2019. június 11.     | Budapest, Groupama Aréna                  | Magyarország     | 1 – 0        | Wales               | Eb-selejtező    | -            | 70'                |
| 103.         | 2019. szeptember 5.  | Podgorica, Podgoricai Stadion             | Montenegró       | 2 – 1        | Magyarország        | barátságos      | -            | 69'                |
| 104.         | 2019. szeptember 9.  | Budapest, Groupama Aréna                  | Magyarország     | 1 – 2        | Szlovákia           | Eb-selejtező    | -            | 19'                |
| 105.         | 2019. október 10.    | Split, Poljud Stadion                     | Horvátország     | 3 – 0        | Magyarország        | Eb-selejtező    | -            | 60'                |
| 106.         | 2019. október 13.    | Budapest, Groupama Aréna                  | Magyarország     | 1 – 0        | Azerbajdzsán        | Eb-selejtező    | -            | 71'                |
| 107.         | 2019. november 15.   | Budapest, Puskás Aréna                    | Magyarország     | 1 – 2        | Uruguay             | barátságos      | -            | 54'                |
| 108.         | 2019. november 19.   | Cardiff, Cardiff City Stadion             | Wales            | 2 – 0        | Magyarország        | Eb-selejtező    | -            | 72'                |
| 109.         | 2022. november 20.   | Budapest, Puskás Aréna                    | Magyarország     | 2 – 1        | Görögország         | barátságos      | -            | 53'                |
|              | Összesen             |                                           |                  | 109          | mérkőzés            |                 | 21           | gól                |

## Sikerei, díjai

### Klubokban
Debreceni VSC
- Magyar bajnok: 2004–2005, 2005–2006, 2006–07
- Magyar kupa: 2008; döntős: 2007
- Magyar szuperkupa: 2005, 2006, 2007
- Magyar másodosztályú bajnok: 2020–21

 PSV Eindhoven
- Holland bajnok: 2008
- Holland szuperkupa: 2008
- Európa-liga-negyeddöntős: 2010–2011

 Gyinamo Moszkva
- Orosz kupa-döntős: 2012

 el-Vahda
- Elnök-kupa: 2016–17
- Öböl-kupa: 2017–18

### A válogatottban
Magyarország
- Európa-bajnokság-nyolcaddöntős: 2016

### Egyéni
- Az Év Felfedezettje: 2007
- Junior Prima díj: 2009
- Pro Comitatu díj: 2016
- Hajós Alfréd-díj: 2021[66]
- Az OTP Bank Liga 2022–2023-as idény álomcsapatának tagja[67]

## Érdekességek
- Dzsudzsák volt az első magyar reklámarca az Electronic Arts FIFA-sorozatának regionális példányán a 2008–2009-es[68] (Ronaldinhóval), a 2009–2010-es[69] (Wayne Rooney-val), és a 2010–2011-es[70] szezonban (Kakával).
- Klubrekord[71] az a gól, amelyet a mérkőzés 17. másodpercében a NEC Nijmegen ellen szerzett. Holland bajnokin Koos Waslander vezet 8 másodperccel, de klubjában, a PSV-ben Mark van Bommel 1999-es 18 másodpercét döntötte meg.
- 2016-ban a legjobban kereső magyar sportoló.[72]